# Joachim Siebenschuh
Joachim Siebenschuh (* 21. Juli 1941 in Arnsdorf) ist ein ehemaliger deutscher Schauspieler, Regisseur sowie Synchron- und Hörspielsprecher.

## Leben und Karriere
Joachim Siebenschuh wurde als Sohn des Schauspielers Walter Siebenschuh geboren, der ab 1951 als Intendant des Kreistheaters Annaberg/Erzgebirge tätig war. Zwischen 1952 und 1959 besuchte er die Schule in Annaberg. Nach dem Abschluss lernte er den Beruf des Gebrauchswerbers und besuchte die Schauspielschule in Rostock. Es folgten Engagements an den Theatern von Nordhausen, Gera, Dresden und Basel anschlossen.
Seit Ende der 1960er Jahre inszenierte Siebenschuh vor allem Stücke des Kinder- und Jugendtheaters auf Bühnen in Ost-Berlin. Für sein Engagement in diesem Bereich erhielt Siebenschuh unter anderem den Ernst-Zinna-Preis und die Artur-Becker-Medaille.
In den 70er Jahren wirkte er als Schauspieler vor allem am Theater der Freundschaft, wo er unter anderem in Horst Hawemanns Inszenierung von Pjotr Pawlowitsch Jerschows Das bucklige Pferdchen (1973) zu sehen war. Siebenschuh inszenierte dort auch Stücke, wie Georgi Nachutzrischwilis Der Aschenstocherer oder Kopf ist das Beste, die später im Fernsehen der DDR ausgestrahlt wurden. Seit Ende der 70er Jahre war er als Darsteller in diversen Fernsehspielen zu sehen, so in Ingeborg Nössigs Kosequenzen (1979) und Der Preis (1980) unter der Regie Richard Engels und in Jutta Schütz’ Die Versuchung (1984) unter der Regie Hans Knötzschs. Zudem war Joachim Siebenschuh in verschiedenen Stücken zu sehen, die das Fernsehtheater Moritzburg produzierte, so unter anderem in Das Mehrzweckzimmer von 1986 und Annoncenglück von 1987 (Regie: Andreas Knaup). 1988 war er in Hans Knötzschs Fernsehfilm Präriejäger in Mexiko zu sehen und 1986 und 1990 in zwei Episoden von Polizeiruf 110.
Seit den 70er Jahren war Siebenschuh zudem umfassend als Hörspiel- und Synchronsprecher aktiv, eine Tätigkeit, die er auch nach der Deutschen Wiedervereinigung in Berlin fortsetzte. So synchronisierte er 1973 den tschechischen Schauspieler Vítězslav Jandák als Kamil in Drei Haselnüsse für Aschenbrödel. Einem breiteren Publikum wurde seine Stimme durch seine Synchronisation von Werner Klemperer (Oberst Wilhelm Klink) in der 2. deutschen Synchronfassung von Ein Käfig voller Helden von 1994 bekannt, den Joachim Siebenschuh in einem breiten sächsischen Dialekt sprach.
Er war zudem als Synchronsprecher in der Filmreihe Star Wars (Episoden 1–3), in der Serie The Clone Wars, sowie in Fernsehserien wie 24 und Lost zu hören.
Siebenschuhs Sohn ist der Schauspieler Frank Siebenschuh.

## Synchronrollen (Auswahl)
Attila Némethy
- 1968–1969: Heißer Draht ins Jenseits als Adolar
- 1973: Adolars phantastische Abenteuer als Adolar Mézga (1. Synchro (DDR))

Rutger Hauer
- 1984: Die Brut des Adlers als Jim Malden
- 1998: Top Jets – Angriff aus den Wolken als Capt. John „Doc“ Holiday

Richard Burgi
- 1996–1999: Der Sentinel – Im Auge des Jägers als Det. James Ellison
- 2001–2002: 24 als Alan York

### Filme
- 1973: Vítezslav Jandák in Drei Haselnüsse für Aschenbrödel als Kamil

### Serien
- 1965–1971: Werner Klemperer als Oberst Wilhelm Klink in Ein Käfig voller Helden 2. Syncro
- 1989: Hugh Fraser als Captain Hastings in Agatha Christie's Poirot

## Filmografie (Auswahl)
- 1963: Blaulicht: Kümmelblättchen
- 1965: … nichts als Sünde
- 1968: Die Toten bleiben jung
- 1974: Die Frauen der Wardins (Fernseh-Dreiteiler)
- 1977: Dantons Tod (Studioaufzeichnung)
- 1979: Der Staatsanwalt hat das Wort: Konsequenzen (TV-Reihe)
- 1980: Der Staatsanwalt hat das Wort: Der Preis (TV-Reihe)
- 1984: Der Staatsanwalt hat das Wort (TV-Reihe)
- 1986: Polizeiruf 110: Parkplatz der Liebe (TV-Reihe)
- 1988: Präriejäger in Mexiko
- 1990: Polizeiruf 110: Allianz für Knete (TV-Reihe)
- 1990: Gänsehaut (Fernsehfilm)
- 1991: Letzte Liebe (Fernsehfilm)
- 1993: Auf Achse (TV-Serie)

## Hörspiele (Auswahl)

### Sprecher
- 1974: Augusto Boal: Torquemada – Regie: Peter Groeger (Hörspiel – Rundfunk der DDR)
- 1974: Turkmenisches Märchen: Der Edelsteinberg (Mirali) – Regie: Horst Hawemann (Kinderhörspiel – Litera)
- 1974: Armenisches Märchen: Der Herr und sein Knecht (Der jüngere Bruder) – Regie: Horst Hawemann (Kinderhörspiel – Litera)
- 1975: Anatoli Grebnjew: Szenen aus dem Leben einer Frau (Pawlik) – Regie: Peter Groeger (Hörspiel – Rundfunk der DDR)
- 1976: Johann Nestroy: Der böse Geist Lumpacivagabundus oder Das liederliche Kleeblatt (Leim) – Regie: Maritta Hübner (Hörspiel – Rundfunk der DDR)
- 1978: Brüder Grimm: Aschenputtel (Prinz) – Regie: Mirjana Erceg (Kinderhörspiel – Litera)
- 1978: Brüder Grimm: Schneewittchen (Die sieben Zwerge) – Regie: Mirjana Erceg (Kinderhörspiel – Litera)
- 1979: Michail Schatrow: Blaue Pferde auf rotem Gras (Semjonitsch) – Regie: Peter Groeger (Hörspiel – Rundfunk der DDR)
- 1979: Horst Berensmeier: Lösegeld – Regie: Hans Knötzsch (Kriminalhörspiel – Rundfunk der DDR)
- 2006–2007 (Komplette Veröffentlichung 2007): Star Wars: Labyrinth des Bösen (nach dem Roman von James Luceno) als Vizekönig Nute Gunray – Buch und Regie: Oliver Döring ISBN 978-3-8291-2087-6

### Regisseur
- 1981: Peter Brasch: Der Wolf und Rotkäppchen in der Stadt (auch Tierarzt) – (Kinderhörspiel – Litera)